# Gran Telescopio Canarias

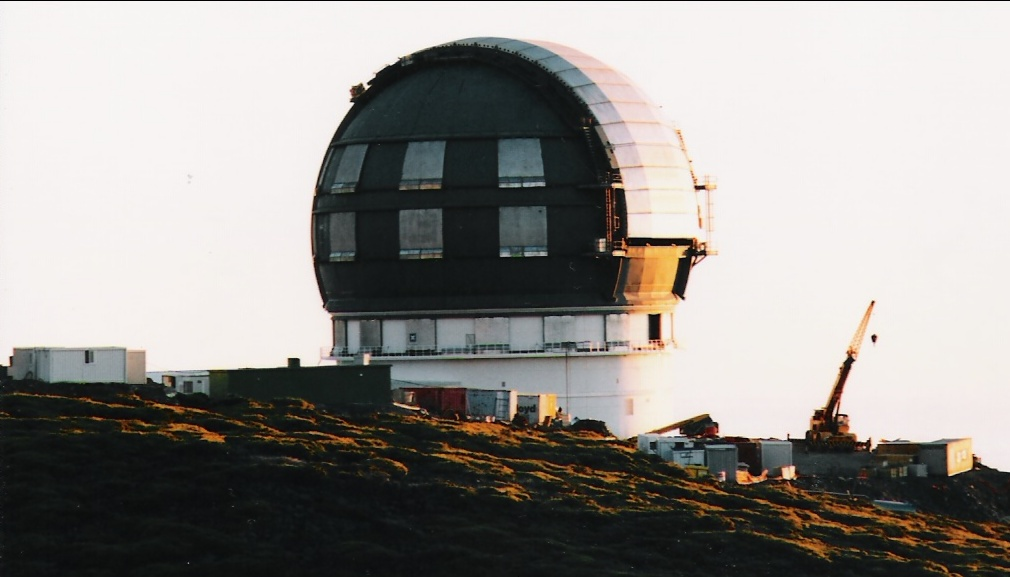

GranTeCan, prescurtare din spaniolă de la „Gran Telescopio Canarias” (Marele telescop al Canarelor, prescurtat uneori GTC), este la ora actuală (august 2009) cel mai mare telescop optic cu o singură oglindă (nesintetic) din lume. 

## Detalii
Telescopul a fost pus în serviciu la data de 13 iulie 2007 și a produs primele date științifice în iunie 2009. A fost inaugurat oficial la 24 iulie 2009 de regele și de regina Spaniei. 
Dispune de o oglindă telescopică reflectoare cu un diametru de 10,4 m, concepută și realizată de REOSC, fiind în întregime pilotată de un sistem de optică activă; este compusă din 36 de secțiuni de vitroceramică hexagonale măsurând 1,9 metri lățime fiecare, de 8 cm grosime și 470 de kilograme greutate. Șlefuită cu precizie de 15 nanometri, oglinda oferă imagini de o rezoluție apropiată de cele luate pe orbită de telescopul spațial Hubble. Suprafața totală a oglinzii este de 75,7 m².
A fost montat la observatorul astronomic de pe Roque de los Muchachos, la 2.396 metri altitudine, pe insula La Palma, în arhipelagul Canare, Spania.
Cu un cost de 130 de milioane de euro și douăzeci de ani de studii, proiectul GTC este fructul unei colaborări între mai multe instituții din Spania (90%), din Mexic, Universitatea din Florida (Statele Unite ale Americii), Institutul de Astrofizică din Canare (IAC) și Fondul European de Dezvoltare Regională al Uniunii Europene. Repartiția disponibilității timpului de utilizare al telescopului respectă structura sa financiară: 90% Spaniei, 5% Mexicului și 5% Universității din Florida.
Primele sale instrumente sunt OSIRIS, CanariCam și ELMER.